# Maja Einstein

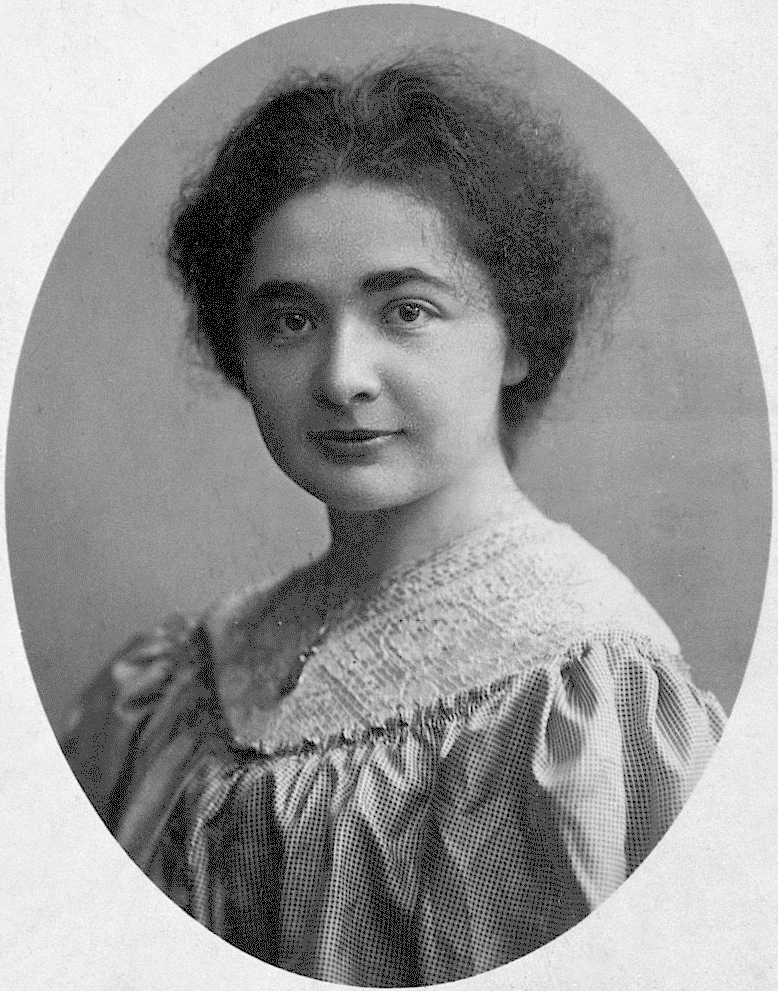
Maja Einstein

Maja Einstein (gebürtig Maria Einstein, verheiratet Maja Winteler-Einstein; * 18. November 1881 in München; † 25. Juni 1951 in Princeton, New Jersey) war eine deutsche Romanistin und die jüngere Schwester des  Physikers Albert Einstein, dessen Vertraute sie seit der Kindheit war.

## Leben

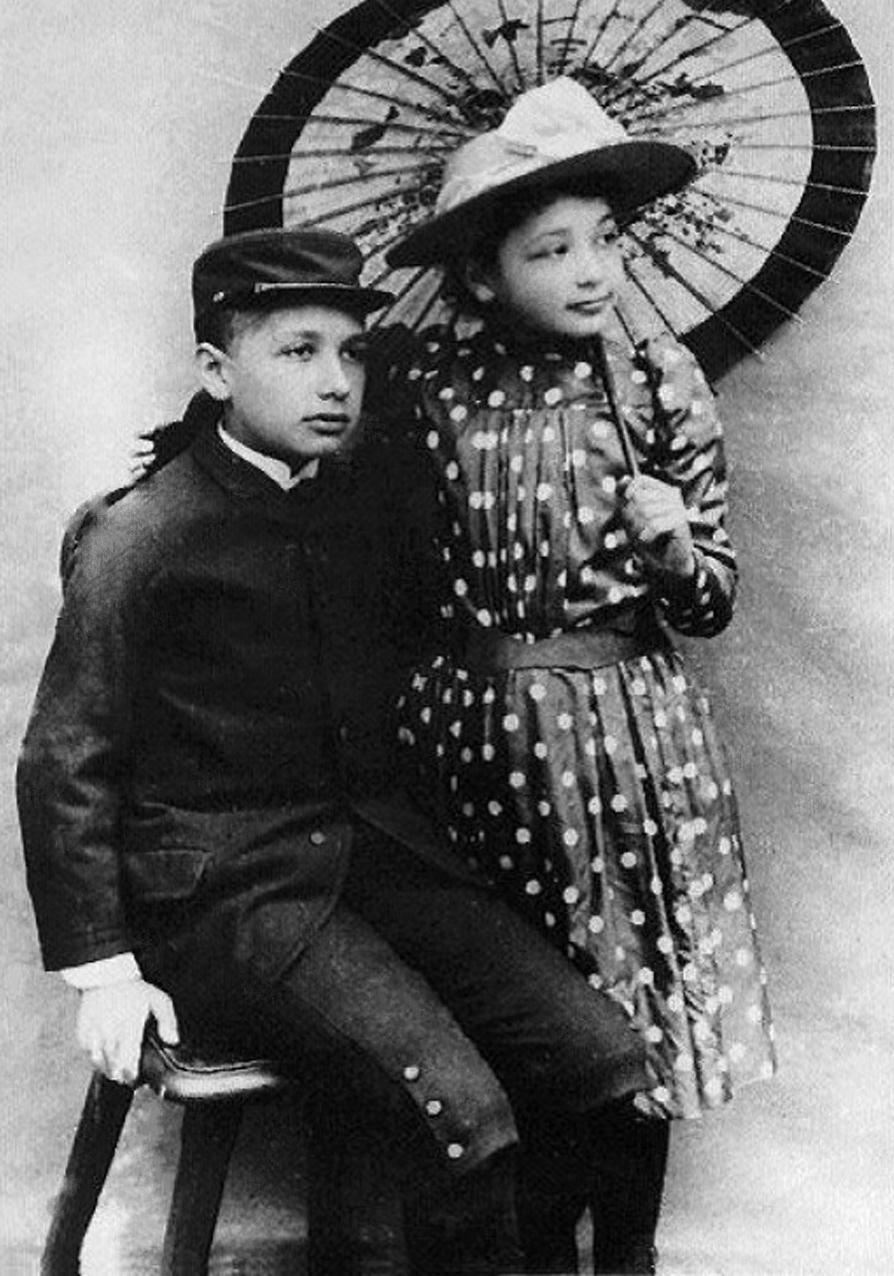
Die Geschwister Albert und Maja Einstein (um 1893)

Maja Einstein wuchs in einem jüdisch-emanzipierten Elternhaus in München auf. Ihre Eltern waren Hermann und Pauline Einstein, geborene Koch. Maja Einstein besuchte die Volksschule in München. Durch Misswirtschaft des Vaters geriet die Familie in finanzielle Not und zog nach Italien. In Mailand absolvierte sie von 1887 bis 1894 die deutschsprachige Internationale Schule. 1899 zog sie nach Aarau, wo ihr Bruder Albert die Kantonsschule besuchte und bei der Familie des Kantonsschulprofessors Jost Winteler Anschluss gefunden hatte. Dort lernte sie dessen jüngsten Sohn Paul Winteler kennen, ihren späteren Ehemann. In Aarau war sie von 1899 bis 1902 Schülerin des Lehrerinnenseminars. Nach dem Tod ihres Vaters erwarb sie im Jahr 1905 das Lehrerinnenpatent. Sie studierte Romanistik in Berlin, Paris und Bern, wo sie 1907 Schülerin von Anna Tumarkin war. 1909 wurde sie an der  Universität Bern mit der Dissertation  Feststellung des Handschriftenverhältnisses des Chevalier au Cygne und der Enfances Godefroy promoviert. Am 23. März 1910 heiratete sie Paul Winteler und verlor ihre Arbeitserlaubnis wegen des Lehrerinnenzölibats.
Das Akademikerehepaar – Paul war Rechtsanwalt – zog nach Luzern-Bramberg. Nach dem Tod von Maja Einsteins Mutter 1920 führten sie ihre Ausstiegspläne nach Italien. Leitend war dabei Paul Wintelers Erkrankung an Lungentuberkulose. Die beiden erstanden außerhalb von Florenz den Gutsbetrieb „Samos“ in Colonnata (Sesto Fiorentino). 1924 schenkte Albert Einstein den beiden 7.000 Reichsmark zur Tilgung der Schulden, die auf dem Gut lasteten. Maja Einstein bewirtete viele Gäste, darunter Verwandte und Freunde, unter ihnen der Maler Hans Joachim Staude. Ihre Gastfreundschaft, Mütterlichkeit und Hilfsbereitschaft brachte ihr den Spitznamen „Sonne“ ein. Finanzielle Probleme konnte das kinderlose Paar auch durch sparsame Selbstversorgung und finanzielle Unterstützung durch Majas Bruder Albert nicht umgehen. Armut dank Erwerbslosigkeit gehörte zu der Ideologie der Winteler-Einsteins. Zivilisationskritische und naturverbundene Authentizität zeigte sich in ihrer klösterlichen Lebenshaltung und Tierliebe. 
Im Februar 1939 emigrierte Maja Einstein in die USA und zog zu ihrem Bruder Albert nach Princeton. Ihrem Mann wurde die Einreise in die USA aus gesundheitlichen Gründen untersagt, er blieb bei Verwandten in Genf. Maja Einstein beabsichtigte eine Heimkehr nach Ende des Zweiten Weltkriegs. 1946 erlitt sie einen Schlaganfall; sie erkrankte außerdem an Arteriosklerose und wurde bettlägerig, was eine Rückkehr nach Europa verhinderte. Die Eheleute unterhielten bis zum Tod Maja Einsteins einen Briefkontakt.  Sie starb am 25. Juni 1951 an einer Lungenentzündung infolge eines Oberarmbruches in Princeton. Ihr Mann Paul Winteler starb am 15. Juli 1952 in Genf. 
Albert Einstein berichtete nach dem Tod seiner Schwester: „In den letzten Jahren habe ich ihr jeden Abend aus den feinsten Büchern der alten und neuen Literatur vorgelesen.“